# Dado (gioco)

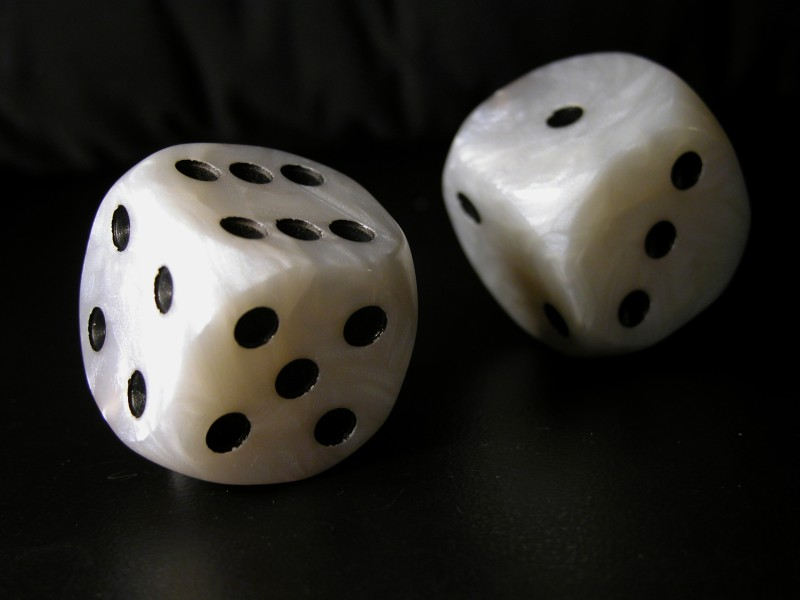
Dadi che rotolano

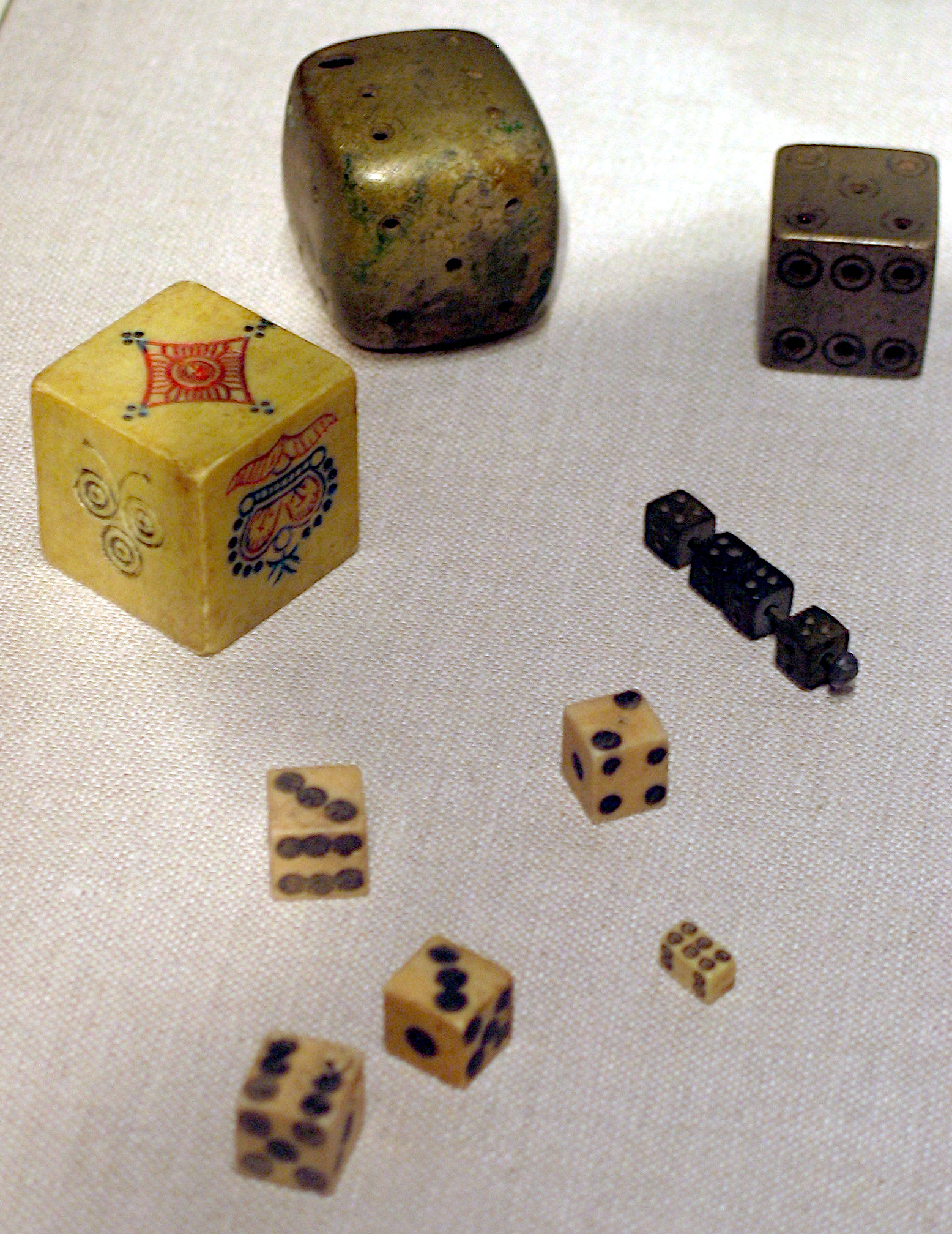
Antichi dadi asiatici

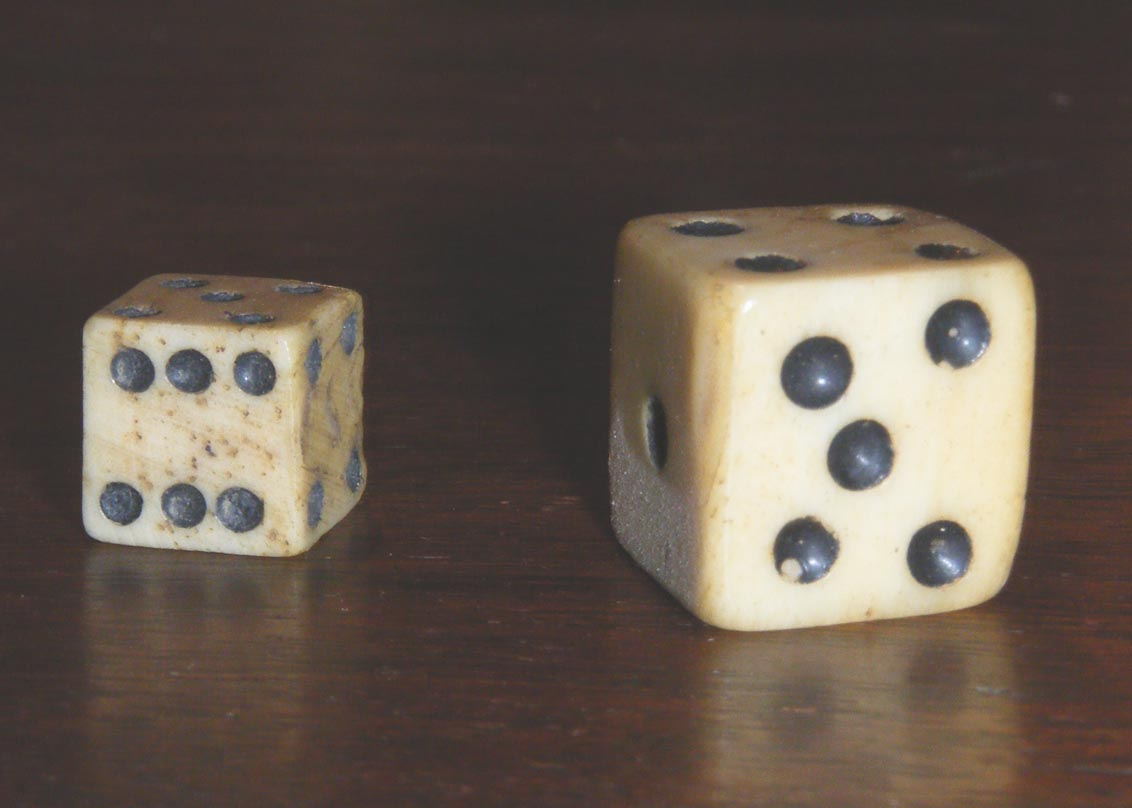
Dadi in avorio della prima metà dell'Ottocento

I dadi (dal latino datum, che indica il gesto del lancio del dado) sono piccoli oggetti di varie forme, la quale la più conosciuta è quella cubica, utilizzati nel contesto di diversi giochi per generare esiti numerici o di altro tipo. I dadi tradizionali, utilizzati dalla maggior parte dei giochi, sono cubi con le facce marcate con i numeri naturali da 1 a 6; tuttavia, giochi specifici possono fare uso di varianti. Per ottenere un valore casuale, si fa rotolare il dado su una superficie piana, e convenzionalmente viene preso in considerazione come "risultato" il valore che si viene a trovare sulla faccia rivolta verso l'alto quando il dado termina il proprio movimento. L'esito così ottenuto si può considerare casuale (ai fini pratici) solo se il movimento impartito inizialmente al dado è sufficiente a farlo rotolare e rimbalzare in modo complesso (e quindi imprevedibile). L'atto che impartisce il movimento iniziale deve quindi essere abbastanza deciso, e nella lingua comune viene indicato con l'espressione "lanciare i dadi".
Il tipo più comune di dado è un piccolo cubo con il lato lungo da 1 a 2 cm e le cui facce sono numerate da uno a sei (usando generalmente dei puntini). Tradizionalmente i numeri sono assegnati in modo che la somma delle facce opposte sia sette, rimane da scegliere se ordinare le facce rappresentanti 1, 2 e 3 in senso orario o in senso opposto intorno al vertice che hanno in comune.
In Unicode, le facce dei normali dadi cubici sono:
I dadi vengono lanciati per fornire dei numeri casuali (si suppone distribuiti uniformemente) nei giochi d'azzardo e in altri giochi. Comunque poiché i numeri sui dadi giocattolo sono generalmente marcati con piccole incisioni viene rimosso lievemente più materiale dalle facce di valore maggiore, questo causa una piccola deviazione e pertanto non generano numeri distribuiti uniformemente. I dadi usati nei Casinò hanno segni incisi a filo della superficie e sono molto vicini a essere veri generatori di numeri casuali distribuiti uniformemente.
I dadi sono lanciati singolarmente o in gruppo dalla mano o da una tazza o scatola progettata appositamente per questo scopo e fatti rotolare su una superficie piatta. Un'alternativa meno diffusa è quella di utilizzare una torre lanciadadi, ovvero un semplice dispositivo attraverso cui si fanno cadere i dadi pensato per garantire il risultato casuale del lancio, evitando possibili influenze volontarie. Una volta arrestato la faccia del dado che resta orientata verso l'alto fornisce il risultato del tiro. Un tipico gioco americano di dadi è craps nel quale si lanciano due dadi alla volta e si scommette sul valore totale del risultato dei due dadi. Vengono anche usati frequentemente per generare il numero di mosse disponibili in giochi da tavolo come backgammon.

## Storia
(Gaio Giulio Cesare, in De vita Caesarum di Svetonio)

Paschier Joostens, De Alea, 1642

Il fatto che i dadi sono stati usati in tutto l'Oriente da tempo immemorabile è stato provato dai ritrovamenti in antiche tombe, che paiono indicare chiaramente una loro origine Asiatica. Il gioco dei dadi viene citato nei Rig-veda, nell'Atharvaveda e nella lista di giochi di Buddha. I dadi hanno un ruolo importante nel poema epico del Mahābhārata dove Yudhisthira gioca a dadi contro Kaurava per il possesso del regno di Hastinapur facendo scoppiare una guerra.
I dadi si sono probabilmente evoluti dall'uso degli aliossi creati con gli astragali, ossi del tarso che negli ungulati sono di forma approssimativamente tetraedica. È praticamente impossibile rintracciare lo sviluppo dei dadi separatamente da quello degli astragali dato che gli scrittori antichi usano il termine intercambiabilmente, ma è comunque certo che entrambi sono stati usati in tempi antecedenti le prime registrazioni scritte. Nella sua forma primitiva l'astragalo era essenzialmente un gioco di abilità giocato da donne e bambini. In una forma derivata dell'astragalo alle quattro facce dell'osso venivano dati valori diversi e venivano usate come nei dadi moderni. I giochi d'azzardo con tre o qualche volta due dadi erano una forma di divertimento nella Grecia antica, specialmente tra le classi superiori ed era un accompagnamento quasi immancabile dei banchetti.
I dadi sono stati comunemente realizzati in vari materiali, avorio, osso, legno, metallo e roccia, anche se al giorno d'oggi l'uso di materie plastiche come l'acetato di cellulosa è praticamente universale.

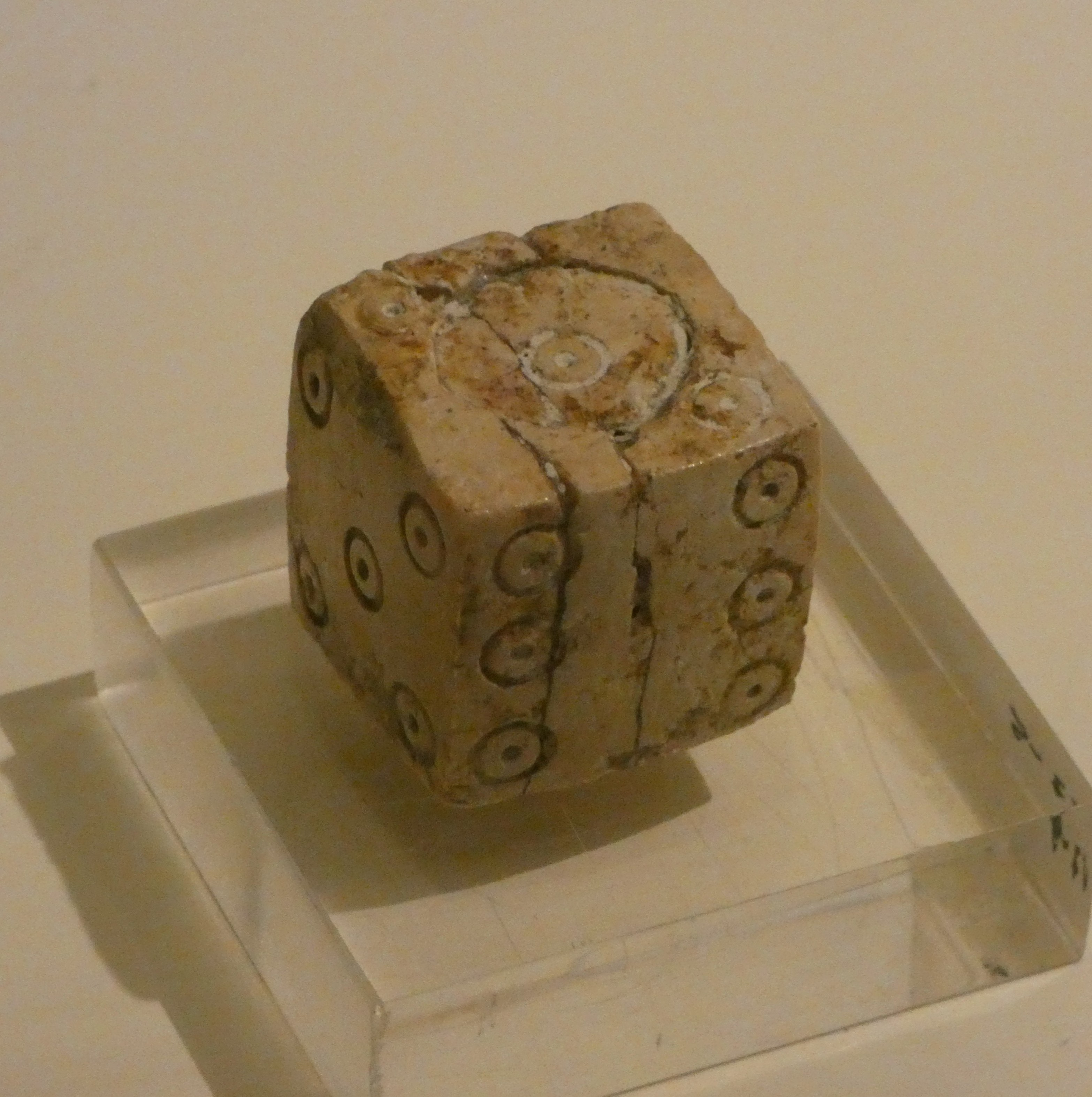
Dado romano

I Romani furono scommettitori appassionati, specialmente ai tempi dell'Impero Romano, e il gioco dei dadi (tesserae) era popolare, seppur proibito da una Lex alearia del 204 a.C. circa, eccetto che durante i Saturnali. Orazio derise la gioventù dell'epoca che sprecava tempo tra i pericoli del gioco invece di domare il suo cavallo e darsi alle durezze dell'inseguimento. Le scommesse sui dadi per denaro fu l'oggetto di molte leggi Romane. Una di queste diceva che nessuna causa poteva essere intentata da una persona che permetteva il gioco d'azzardo nella sua casa anche se era stata imbrogliata o assalita. I giocatori professionisti erano comuni e alcuni dei loro dadi truccati sono conservati nei musei. Le case pubbliche erano il ritrovo dei giocatori e un affresco ancora esistente ritrae due giocatori di dadi che litigano dopo essere stati espulsi dal proprietario indignato. È celeberrima la frase "il dado è tratto" (alea iacta est) pronunciata da Gaio Giulio Cesare al momento di oltrepassare con l'esercito il fiume Rubicone per marciare alla volta di Roma. Sappiamo che l'imperatore Claudio scrisse un testo sui dadi che però non ci è pervenuto. Tacito affermò che i germani erano appassionati del gioco dei dadi, così tanto, che una volta perso tutto avrebbero messo all'asta la loro libertà personale. In epoca tardo-imperiale lo scrittore Agazia Scolastico vi dedicò un epigramma:
(Agazia Scolastico, Epigrammi, 58)
Secoli dopo, durante il Medioevo il gioco dei dadi divenne un passatempo comune dei cavalieri ed esistevano sia scuole sia corporazioni di gioco ai dadi. Dopo la caduta del feudalesimo i famosi mercenari tedeschi lanzichenecchi si guadagnarono la fama di maggiori scommettitori della loro epoca. Molti dei dadi di questo periodo furono curiosamente intagliati nell'immagine di uomini e bestie. In Francia sia dame sia cavalieri giocavano ai dadi. Questo perdurò per molte legislazioni, inclusa un'interdizione da parte di Luigi IX di Francia (San Luigi) nel 1254 e nel 1256. Nella Divina Commedia Dante menziona il gioco della zara, che si giocava con tre dadi..
In Cina, India, Giappone, Corea e in altri paesi asiatici i dadi sono sempre stati popolari e lo sono tuttora. I segni sui pezzi del domino cinese si sono evoluti a partire dai segni sulle facce di due dadi affiancati (presi nelle loro varie combinazioni). Il 4 dicembre in tutto il mondo si festeggia la giornata del dado.

## Dadi truccati
Esistono molti modi di truccare i dadi per rendere più probabili certi risultati e una faccia più spesso di quanto sarebbe normalmente probabile. Questi includono aggiungere dei pesi, arrotondare bordi lasciandone altri acuti o rendere alcune facce lievemente non allineate.
Se i dadi non sono trasparenti si possono aggiungere pesi su una faccia o sull'altra. Possono essere modificati per essere vincenti o perdenti. Un modo sofisticato è di inserire un serbatoio contenente mercurio al centro del cubo con dei canali capillari che conducono a un altro serbatoio su un lato. Dando dei colpetti sul tavolo con il dado si fa in modo di trasferire il mercurio da un serbatoio all'altro (pertanto il dado si comporterà normalmente fino a che il mercurio non viene trasferito). Spesso si può vedere il filo del taglio usato per rimuovere la faccia e nascondere il peso. In un dado professionale il peso è inserito dal produttore, nel caso di un dado in legno questo viene fatto intagliando il dado intorno a un'inclusione pesante, come un ciottolino, attorno alla quale l'albero è cresciuto.
Un dado truccato a peso variabile è cavo con all'interno un piccolo peso e una sostanza semisolida con un punto di fusione appena inferiore alla temperatura del corpo umano (di solito si usa quello della cera). Questo permette al baro di cambiare la posizione del peso respirando su di esso o tenendolo fermamente in pugno, in modo da fondere la cera e far spostare il peso verso il basso, rendendo più probabile l'uscita del risultato sulla faccia opposta. Un tipo meno comune di dado a peso variabile può essere realizzato inserendo un magnete nel dado e incorporando una spira di cavo nel tavolo da gioco: se non viene data corrente il dado rotolerà normalmente, se viene data corrente si incrementerà la probabilità d'uscita della faccia con il polo nord o sud del magnete (a seconda della direzione della corrente).
I dadi trasparenti in materiale acrilico, usati in tutti i casinò rispettabili, sono più difficili da truccare.

## Materiali
I dadi poliedrici sono realizzati normalmente in plastica, sebbene se ne possano trovare anche di metallo, legno e di pietra semipreziosa. I primi dadi poliedrici moderni vennero prodotti con plastica soffice che si usurava facilmente con l'uso: gli angoli e gli spigoli man mano si arrotondavano fino al punto che il dado diventava inutilizzabile. I dadi più recenti sono realizzati con plastica ad alto impatto e possono sopportare anni di uso senza che rimangano tracce di usura visibili.
I dadi poliedrici possono essere comprati nei negozi di giochi in diverse combinazioni. Nei primi giorni dei giochi di ruolo i numeri sulle facce non erano colorati e i giocatori dovevano dipingere i propri dadi. Molti dei primi dadi a 20 facce erano numerati da 0 a 9 (ogni numero compariva su due facce di colori contrastanti), per utilizzarli come dadi a 10 facce (leggendo solo il numero) o come dadi a 20 facce (uno dei colori era designato come "alto", e si aggiungeva 10 al valore mostrato sulla faccia).

## Dadi cubici con facce non marcate con numeri da 1 a 6

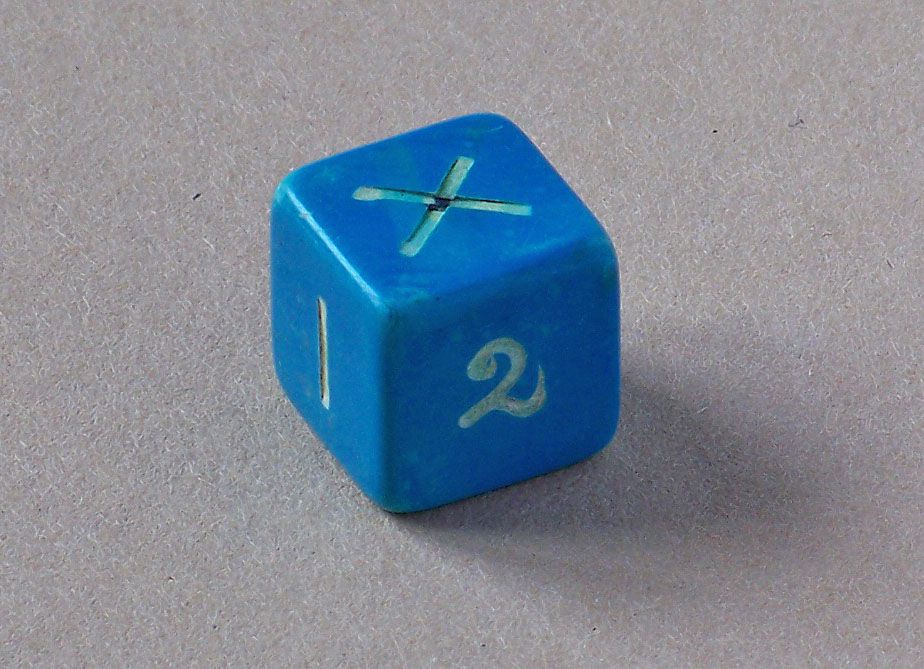
Dado utilizzato per compilare le schedine del Totocalcio: nelle 6 facce del dado sono presenti tre 1, due X e un 2 per rispettare le probabilità statistiche del gioco.

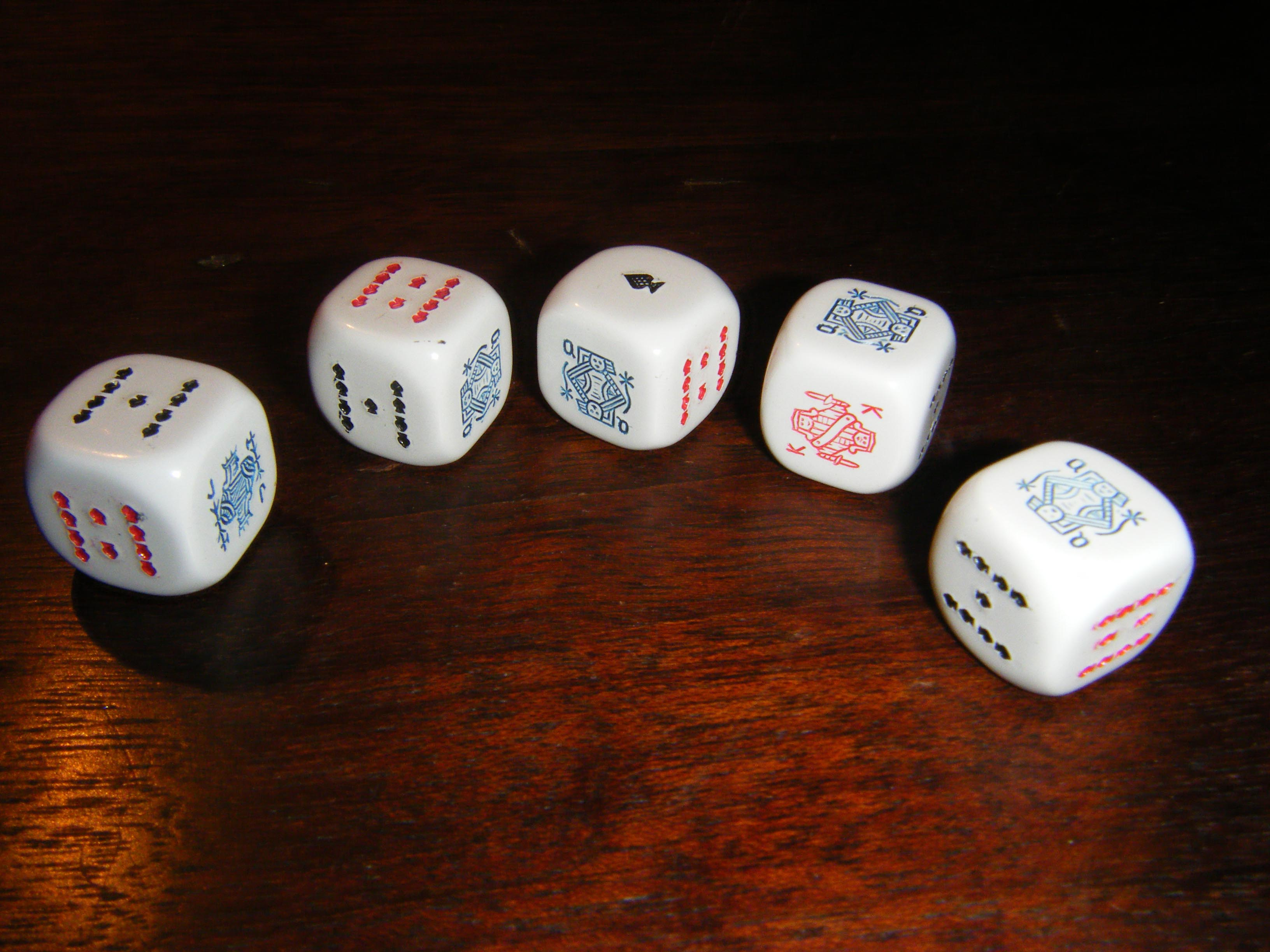
Dadi da poker

Come indicato le facce sulla maggior parte dei dadi sono marcate usando una serie continua di numeri che inizia da uno (o zero) espressa con numeri o punti. Alcune comuni eccezioni includono:
- dadi colorati (cioè con i colori delle pedine usate in un gioco)
- dadi da poker, con i seguenti simboli (simili a quelli usati nelle normali carte da gioco):
  - Nove (di fiori o di picche; nero)
  - Dieci (di quadri; rosso)
  - Fante (blu o nero)
  - Regina (blu)
  - Re (rosso)
  - Asso (di picche; nero)
- dadi con lettere (come nel gioco Paroliere)
- dadi con valori che raddoppiano (2, 4, 8, 16, 32, 64)
- dadi medi (2, 3, 3, 4, 4, 5)
- dadi da baro, come:
  - con quattro facce con valori da 2 a 5 e due facce con valore 6
  - per craps, una coppia di dadi dei quali uno ha 5 su ogni faccia, mentre l'altro ha una misto di 2 e 6 (garantendo quindi un risultato di 7 o 11 a ogni lancio)
- il cosiddetto "dado a 3 facce" un dado cubico in cui ogni faccia è marcata in maniera identica a quella opposta, dando quindi la possibilità di tre risultati equiprobabili, per esempio:
  - etichettate con 1, 2 e 3 (usato in alcuni giochi di ruolo e detto solitamente d3)
  - il dado Fudge: due facce sono marcate con meno (−), due senza segni e due con più (+); un tiro di n dadi fudge dà un risultato che varia da −n a n, ottenuto leggendo i "−" come "−1" e i "+" come "+1" e sommando i totali.

## Forme
Il principale criterio distintivo dei dadi è il loro numero di facce e quindi l'intervallo di numeri che possono generare. Nei giochi che usano dadi con un numero di facce diverso da sei questi sono spesso descritti anteponendo al loro numero di facce il prefisso "d", pertanto "d6" è un dado a 6 facce, un "d10" un dado a dieci facce e così via. Il lancio di più dadi contemporaneamente viene indicato apponendo come prefisso il numero di dadi da lanciare, quindi "3d6" indica di tirare tre dadi a sei facce.
Dadi con un numero di facce diverso da sei (detti dadi poliedrici) sono stati in precedenza usati praticamente solo dagli indovini e in altre pratiche occulte, ma a partire dagli anni settanta del XX secolo sono diventati popolari tra i giocatori di wargame, giochi da tavolo e di ruolo. Sebbene i dadi poliedrici siano considerati una novità dei tempi moderni, i primi esempi conosciuti di dadi tetraedrici sono quelli del gioco reale di Ur risalenti al 3.000 a.C., mentre un dado a venti facce risalente all'era Tolemaica è conservato al Metropolitan Museum of Art. Questi dadi sono tipicamente di plastica e hanno sulle facce dei numeri piuttosto che schemi di puntini. I numeri reciprocamente simmetrici sono distinti da un puntino nell'angolo in basso a destra (6. rispetto a 9.) o da una sottolineatura (6 rispetto a 9).

### Varianti standard
I dadi non cubici più comuni sono spesso venduti in set di sei o sette dadi ognuno di forma diversa ma con gli stessi colori e stile di segni, oltre ai cinque solidi platonici vengono generalmente aggiunti due d10 (trapezoedro pentagonale): uno marcato da 0 a 9, l'altro marcato con le decine (00, 10, 20, 30, 40, 50,60, 70, 80, 90).
| Tipo |  |                         | Forma                   | Ideale | Note |
| ---- |  | ----------------------- | ----------------------- | ------ | --- |
| d4   |  | Tetraedro               | tetraedro               | Sì     | Solido platonico formato da quattro triangoli equilateri. Poiché una volta arrestato presenta un vertice verso l'alto, invece di una faccia, i numeri vengono scritti o sui vertici o sulle basi, in un caso il risultato sarà il numero presente sul vertice che rimane verso l'alto, nell'altro quello scritto sui lati della base della faccia che tocca terra. I numeri vengono ovviamente scritti in modo che tutti quelli che circondano un vertice (nel primo caso) o i lati di una base (nel secondo) siano uguali. Dato che rotola male normalmente si lancia questo dado in aria, come per una moneta. |
| d6   |  | Cubo                    | cubo                    | Sì     | Solido platonico formato da sei quadrati. In un dado standard la somma delle facce opposte è 7. |
| d8   |  | Ottaedro                | ottaedro                | Sì     | Solido platonico composto da otto triangoli equilateri. In un dado standard la somma delle facce opposte è 9. |
| d10  |  | Trapezoedro pentagonale | trapezoedro pentagonale | Sì     | Ogni faccia ha la forma di un aquilone, l'angolo più stretto di cinque facce punta su un vertice, quello delle altre punta sul vertice opposto. Spesso tutti i numeri dispari sono su una metà del dado e tutti quelli pari sull'altra metà. Inoltre su molti dadi prodotti le facce delle metà opposte si incontrano ad angolo retto. Di solito sono numerati da "0" a "9". Possono anche essere numerati da "00" a "90" per poter ottenere un numero da 1 a 100 lanciandone una coppia con le due diverse numerazioni.                                                                                         |
| d12  |  | Dodecaedro              | dodecaedro              | Sì     | Solido platonico formato da dodici pentagoni regolari. In un dado standard la somma delle facce opposte è 13. |
| d20  |  | Icosaedro               | icosaedro               | Sì     | Solido platonico formato da venti triangoli equilateri. Generalmente numerato da 1 a 20 e in questo caso generalmente la somma delle facce opposte è 21. Può anche essere numerato da 0 a 9, ripetendo due volte ogni numero per produrre un dado a dieci facce "platonico" |

### Altri poliedri
Questi dadi hanno forme molto simmetriche ma non sono solidi platonici, in particolare i solidi di Catalan e quelli archimedei sono particolarmente adatti a questo scopo.
| Tipo |  |  | Forma                       | Ideale | Produttore                   | Note |
| ---- |  |  | --------------------------- | ------ | ---------------------------- | --- |
| d12  |  |  | Dodecaedro rombico          | Sì     |                              | Solido di Catalan con le facce formate da dodici rombi identici.                                                                                   |
| d14  |  |  | Cubottaedro                 | No     |                              | Solido archimedeo formato da sei quadrati e otto triangoli.                                                                                        |
| d24  |  |  | Tetracisesaedro             | Sì     | Chessex, GameScience, Koplow | Solido di Catalan formato da 24 triangoli equilateri. Può essere immaginato come un cubo a cui è stata aggiunta una piramide a ognuna delle facce. |
| d24  |  |  | Icositetraedro trapezoidale | Sì     |                              | Solido di Catalan formato da 24 aquiloni. |
| d26  |  |  | Rombicubottaedro            | No     |                              | Solido archimedeo formato da 18 quadrati e 8 triangoli.                                                                                            |
| d26  |  |  | Cubottaedro troncato        | No     |                              | Solido archimedeo formato da 12 quadrati, 8 esagoni regolari e 6 ottagoni regolari.                                                                |
| d30  |  |  | Triacontaedro rombico       | Sì     | GameScience, Koplow          | Solido di Catalan formato da 30 rombi uguali. |
| d32  |  |  | Icosidodecaedro             | No     |                              | Solido archimedeo formato da 12 pentagoni e 20 triangoli.                                                                                          |
| d32  |  |  | Icosaedro troncato          | No     |                              | Solido archimedeo formato da 12 pentagoni e 20 esagoni                                                                                             |
| d48  |  |  | Esacisottaedro              | Sì     |                              | Solido di Catalan formato da 48 triangoli scaleni.                                                                                                 |

Si può ottenere un gran numero di differenti distribuzioni di probabilità usando in maniera diversa questi dadi, per esempio i dadi a 10 facce vengono spesso usati in coppie per produrre una distribuzione uniforme di numeri da 1 a 100 (un dado viene letto come decine, il secondo come unità). Sommando più dadi si otteniene un'approssimazione della distribuzione normale (la "curva a campana"), mentre eliminando i risultati alti o bassi si può distorcere la distribuzione in maniere diverse. Usando queste tecniche i giochi possono approssimare sufficientemente la reale distribuzione di probabilità dell'evento simulato.
Esistono anche dadi sferici, che funzionano come i normali dadi e hanno al loro interno una cavità ottaedrica nella quale si muove un peso che forza la sfera a fermarsi in uno dei sei possibili orientamenti.
Si possono anche considerare le monete come una specie di dadi a 2 facce ("d2").

### Varianti più rare
| Tipo    | Forma                 | Note |
| ------- | --------------------- | --- |
| d7      | Prisma pentagonale    | Un raro tipo di dado, spesso abbastanza da atterrare su un "orlo" piuttosto che una "faccia". Quando atterra su un orlo, il lato superiore ha un numero di punti da 1 a 5. Le facce pentagonali sono marcate con i numeri 6 e 7. Questi dadi sono usati in una variante a 7 giocatori del backgammon. |
| d12     | dodecaedro romboidale | Ogni faccia ha la forma di un rombo. |
| d24     | tetracisesaedro       | Ogni faccia ha la forma di un triangolo isoscele. |
| d24     | icosaedro deltoidale  | |
| d30     | Triacontaedro rombico | Ogni faccia ha la forma di un rombo. |
| d100 d% |                       | I dadi a 100 facce sono di uso poco frequente. Alcuni (ad es. Zocchihedron) sono soprannominati Morte Nera per la somiglianza con la stazione orbitante di Guerre stellari. Dalla struttura quasi sferica, per impedirne l'eccessiva rotazione presentano meccanismi di frizione, come avvallamenti sulla superficie (simile a una pallina da golf) oppure una cavità interna contenente sabbia. A causa della scarsa leggibilità del numero ottenuto e per le eccessive dimensioni, sono spesso sostituiti da una coppia di dadi a 10 facce. |

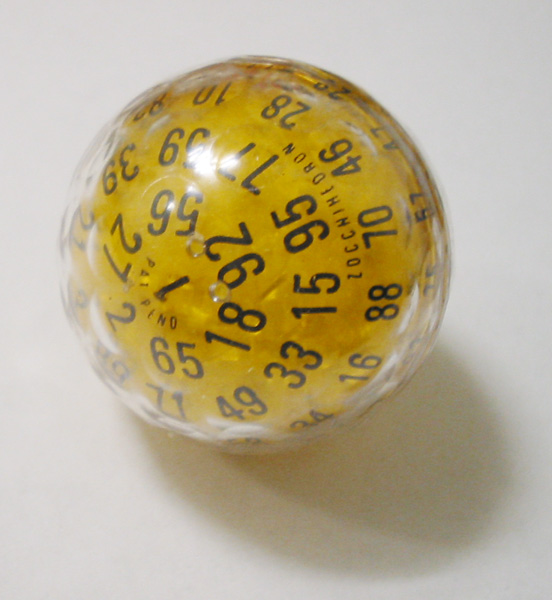
dado da 100 facce, Zocchihedron

Spesso il nome dei dadi compare in formule per il calcolo dei parametri di gioco, come, per esempio, i 'punti ferita'. La formula '6d8+10' indica un numero tra 16 (6×1+10) e 58 (6×8+10), dato che significa 'Tira un dado a otto‐facce sei volte e aggiungi 10 alla somma totale di tutti i tiri'. Occasionalmente può essere scritto '10×d6+20' o '1d6×10+20'; questo significa 'lancia un dado a sei facce. Moltiplica per 10 e aggiungi 20', questo evita il noioso e ripetuto tiro dello stesso più dadi al costo di ridurre la varietà di possibili risultati (gli unici risultati possibili sono 30, 40, 50, 60, 70, e 80) rispetto al tirare il dado 10 volte (che può potenzialmente generare tutti i numeri compresi tra 30 e 80).

## Uso dei dadi

### Nei giochi di ruolo

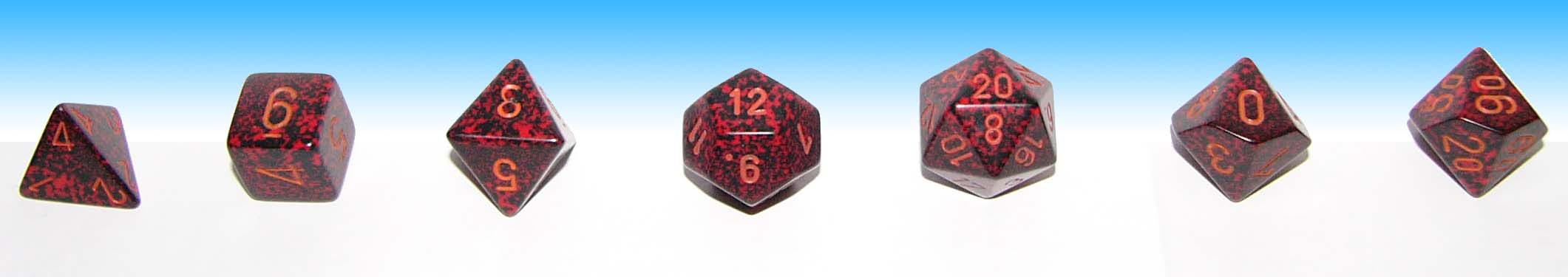
Set di dadi per giochi di ruolo (ad esempio per Dungeons & Dragons), da sinistra a destra: un d4, d6, d8, d12, d20, d10 (dado a dieci facce marcato con le unità da 0 a 9) e d% (dado percentuale: un dado a dieci facce marcato con le decine da 00 a 90).

Dungeons & Dragons è famoso per aver introdotto l'uso dei dadi poliedrici nei tempi moderni. Pur usando di tanto in tanto i tradizionali dadi a sei facce, altri tipi di dado vengono usati più frequentemente. L'edizione 3.0 di Dungeons & Dragons e la sua discendenza (il d20 System) usa il d20 come meccanica base. La maggior parte degli altri tipi di dado sono usati per altri scopi (danno delle armi, degli incantesimi, generazione iniziale delle statistiche dei personaggi).
Praticamente ogni dado può essere usato quando si deve generare un risultato binario (vero o falso). Generalmente, in questi casi il giocatore chiama il valore del dado quando viene lanciato ("pari" o "dispari"), oppure si decide precedentemente che un risultato basso è "falso" e uno alto "vero". Alcune compagnie producono "dadi binari" appositamente per questa piccola nicchia — tipicamente un d6 su cui sono stampati segni "+" e "−", oppure le parole "even" (pari) e "odd" (dispari).
Due d10 sono usati quando serve un risultato tra 1 e 100. Si lancia una coppia di d10, uno dei quali è marcato con 00, 10, 20, … 90, l'altro marcato normalmente da 0 a 9, oppure si lanciano due dadi di colore diverso uno dei quali convenzionalmente scelto in precedenza (o chiamato durante il lanci — "rosso è le decine") come quello delle decine. Questo tipo di tiro viene normalmente indicato come "tiro percentuale".
Alle volte i d20 sono usati come rimpiazzi per i d10, in questo caso si tira il d20 e si legge solo la cifra delle unità (esistono in commercio anche d20 numerati da 0 a 9 con ogni cifra ripetuta due volte).
Il sistema di gioco di Earthdawn ha introdotto un meccanismo a "passo di dado" mediante l'uso della sua tabella dei passi azione. In termini generali a un valore basso d'abilità corrisponde un dado con un piccolo numero di facce, mente a un'abilità alta corrisponde un dado con un maggior numero di facce. La tabella di gioco di Earthdawn elenca per ogni valore da 1 a 40 le combinazioni di dadi che hanno come media quel valore e questa viene usata per quasi tutti i tiri di dado nel gioco. Anche Deadlands usa una meccanica simile.
In Ghostbusters comparve un primo regolamento che usa la riserva di dado (generalmente l'abilità indica il numero di dadi da tirare, piuttosto che un valore da sommare al tiro). Una versione più dettagliata del sistema fu usata in Guerre stellari - Il gioco di ruolo e divenne il sistema base alla base del D6 System. Come primo sistema ad usare una meccanica a riserva di dadi per le prove di abilità influenzò probabilmente il regolamento di Shadowrun e Tom Dowd che aveva partecipato allo sviluppo di Shadowrun lo riutilizzò a sua volta per Vampiri: la masquerade, quando fu chiamato da Mark Rein·Hagen per creare le regole di quest'ultimo. Sia Vampiri: la masquerade (e generalmente tutti i giochi della White Wolf) sia Shadowrun usano una meccanica di "conteggio dei successi", in cui il giocatore lancia un certo numero di dadi uguali fra loro (d6 in Shadowrun, d10 in Vampiri) e solo i dadi che hanno ottenuto un risultato maggiore di una certa soglia vengono contati per valutare il numero di successi.
Numerosi sistemi di gioco usano tiri "aperti", in cui se un dado mostra il valore massimo allora viene tirato ancora e sommato al risultato già ottenuto (alle volte ritirando fintantoché si ottiene il risultato massimo) o viceversa se ottiene il risultato minimo viene ritirato nella stessa maniera, ma sottraendo anziché aggiungendo. Di solito i sistemi usano un gergo colorito per descrivere questa meccanica di gioco (nell'horror-western Deadlands questo dado viene detto asso, in 7th Sea il dado esplode.

### In informatica
In informatica si impiegano frequentemente algoritmi per generare sequenze pseudo-casuali di numeri. Tra i numerosi usi della pseudo-casualità in informatica vi è la generazione di password, la cui sicurezza verrà pertanto a dipendere dalla bontà con cui gli algoritmi di generazione avvicineranno una distribuzione probabilistica opportuna. (altre possibilità vi sono in simulazioni di sistemi reali, nei quali si desidera introdurre alee analoghe a quelle del sistema fisico simulato).
Dadi normali sono impiegati nel metodo Diceware per generare sequenze casuali di numeri, successivamente utilizzati come base per costruire password, passphrase e altre variabili crittografiche.

## Giochi di dadi
- Yahtzee
- 7-11 e Doppi
- Sic bo
- Tokyo
- Perudo